# 瑞特运动巧克力
瑞特斯波德巧克力（Ritter Sport）是一个德国巧克力名牌，由总部设在德国巴登-符腾堡州的阿尔福莱德·里特尔公司（Alfred Ritter GmbH & Co. KG）出品。